# Biagio Andò
Biagio Andò (Giarre, 27 settembre 1915 – Giarre, 6 giugno 1961) è stato un politico italiano.
Fu deputato dal 1953 al 1961 nella II e III legislatura della Repubblica Italiana per il Partito Socialista Italiano. Padre di Salvo Andò, deputato socialista per quattro legislature.

## Biografia
Fu professore ordinario di matematica e fisica nelle scuole secondarie.
Fondatore della sezione di Giarre del Partito Socialista Italiano, partecipò attivamente alla organizzazione del suo partito in provincia di Catania. Nel 1946 fu eletto sindaco di Giarre. Esercitò il suo mandato amministrativo fino al 1952, quando la sua attività politica assunse più ampio respiro con la sua elezione a deputato al Parlamento, nella consultazione politica dell'anno successivo nella circoscrizione di Catania.
Nella II e III legislatura della Repubblica Italiana "partecipò attivamente ai lavori della Camera e delle Commissioni, mettendo in evidenza singolari qualità di intelligenza e di preparazione alle quali si accompagnavano sobrietà e riservatezza di carattere.
Vanno ricordate [...] alcune sue proposte di legge, tra cui quella relativa alla richiesta di accesso alle facoltà universitarie scientifiche dei diplomati, ed i numerosissimi interventi in sede di discussione dei bilanci del tesoro e delle finanze, nonché quelli da lui svolti in sede di discussione generale di vari disegni di legge.
[...]
Il rimpianto per l'immatura scomparsa del collega è reso più vivo dalla improvvisa ed imprevedibile morte, quando ancora molto egli poteva dare per gli ideali nei quali profondamente credeva e per i quali, con costante dedizione, ha sempre combattuto la sua breve, ma intensa battaglia politica".
Al suo decesso venne sostituito in carica dalla collega di partito Maria Alessi Catalano.

## Riconoscimenti
A Giarre, nell'antico rione "u chianu a fera" (piazza della fiera), è presente una piazza, un tempo denominata piazza Armieri, oggi intitolata a Biagio Andò. In tale piazza, di forma triangolare, è presente il suo busto. Gli è intitolato inoltre un premio scolastico organizzato dalla Fondazione Nuovo Mezzogiorno.